# Roccamena
Roccamena est une commune italienne de la province de Palerme, dans la région Sicile.

## Histoire
Le site de Monte Maranfusa est occupé à partir de la fin de l'âge du bronze jusqu'à son abandon soudain vers 480 avant J.-C., probablement à cause de catastrophes naturelles.
Au Moyen Âge, les Arabes puis les Normands réoccupent le site qui prend le nom de Calatrasi, dont un château dans lequel se réfugient les musulmans révoltés contre Frédéric II et qui est utilisé jusqu'au XVe siècle. Le pont normand à une arche enjambe toujours le Belice.

## Culture
Le Musée civique de Roccamena abrite notamment les objets récoltés lors des fouilles du site du Monte Maranfusa.

## Administration
| Période                                  | Période | Identité | Étiquette | Qualité |
| ---------------------------------------- | ------- | -------- | --------- | ------- |
|                                          |         |          |           |         |
| Les données manquantes sont à compléter. |         |          |           |         |

### Communes limitrophes
Bisacquino, Contessa Entellina, Corleone, Monreale.